# Crna Legija

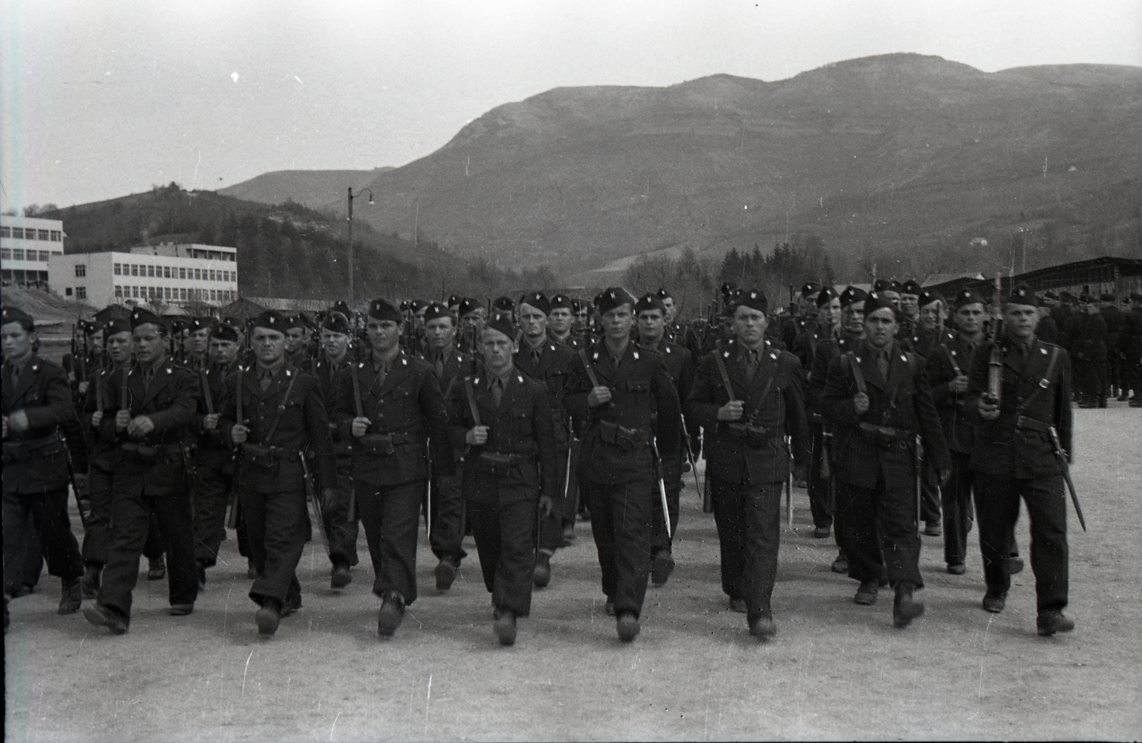
La legió negra el 1942

La Crna Legija (Legió Negra) era el nom de la 1a i 5a brigades ústaixes de l'Estat independent de Croàcia, un estat titella del Tercer Reich durant la Segona Guerra Mundial. Aquestes unitats van rebre oficiosament aquest nom en adoptar el negre com a color dels seus uniformes. Formades a Sarajevo el setembre de 1941 per a combatre a Bòsnia, escenari també de les accions Txètniks. Els seus comandants foren Jure Francetić i Rafael Boban, i la brutalitat de les seves accions indiscriminades va aixecar protestes des del mateix exèrcit alemany. Durant les recents guerres dels Balcans, a principis dels noranta, el nom i la simbologia de la Crna Legija va ser adoptat per unitats sota comandament de Blaž Kraljević, membre de les Forces de Defensa Croates, branca militar del Partit Croat dels Drets.